# Capnia sevanica
Capnia sevanica är en bäcksländeart som beskrevs av Zhiltzova 1964. Capnia sevanica ingår i släktet Capnia och familjen småbäcksländor. Inga underarter finns listade i Catalogue of Life.